# Tahoua (stad)
Tahoua is een stad in Niger en het administratieve centrum van het gelijknamige departement. In 2004 telde Tahoua 99.900 inwoners.
De stad is vooral een marktstad voor de omliggende agrarische gebieden waar het Toearegvolk uit het noorden het Fulbevolk uit het zuiden ontmoet. Fosfaat en gips worden er ontgonnen. Tahoua is ook verbroederd met Luanda.

## Geboren in Tahoua
- Nafissa Souleymane, atlete